# Tonga nos Jogos Olímpicos de Verão de 2000
Tonga participou dos Jogos Olímpicos de Verão de 2000 em Sydney, Austrália.